# Tim Follin
Timothy John Follin, född 19 december 1970 i St Helens i England, är en dator- och tv-spelsmusiker som gjort musik till många system, som ZX Spectrum, Commodore 64, Amiga, NES, Super Nintendo, Sega Dreamcast och Sony Playstation. Follins tidiga 8- och 16-bitsmusik är noterbara för dess kreativitet och smarta lösningar hos begränsad ljudhårdvara - särskilt hos ZX Spectrum där Follin gjorde det möjligt att spela upp till sex ljudkanaler.
Känd musik från hans tidiga karriär är konverteringarna av musiken till Ghouls 'n Ghosts (1988) och rockmusiken i Rock N' Roll Racing till Super Nintendo (1993).